# Bathypogon cinereus
Bathypogon cinereus là một loài ruồi trong họ Asilidae. Bathypogon cinereus được Hull miêu tả năm 1959. Loài này phân bố ở miền Australasia.